# 庙王柳
庙王柳（学名：Salix biondiana）为杨柳科柳属的植物，是中国的特有植物。分布于中国大陆的青海、甘肃、湖北、陕西等地，生长于海拔3,500米的地区，多生长于山坡或山谷中，目前尚未由人工引种栽培。